# 卡顿代尔 (佛罗里达州)
卡顿代尔（英語：Cottondale），是美国佛罗里达州傑克遜縣下属的一座城市。建立于1905年。面积约为4.4平方公里（约合1.7平方英里）。根据2010年美国人口普查，该市有人口933人。论人口在本州排行第332。